# Um Himmels willen

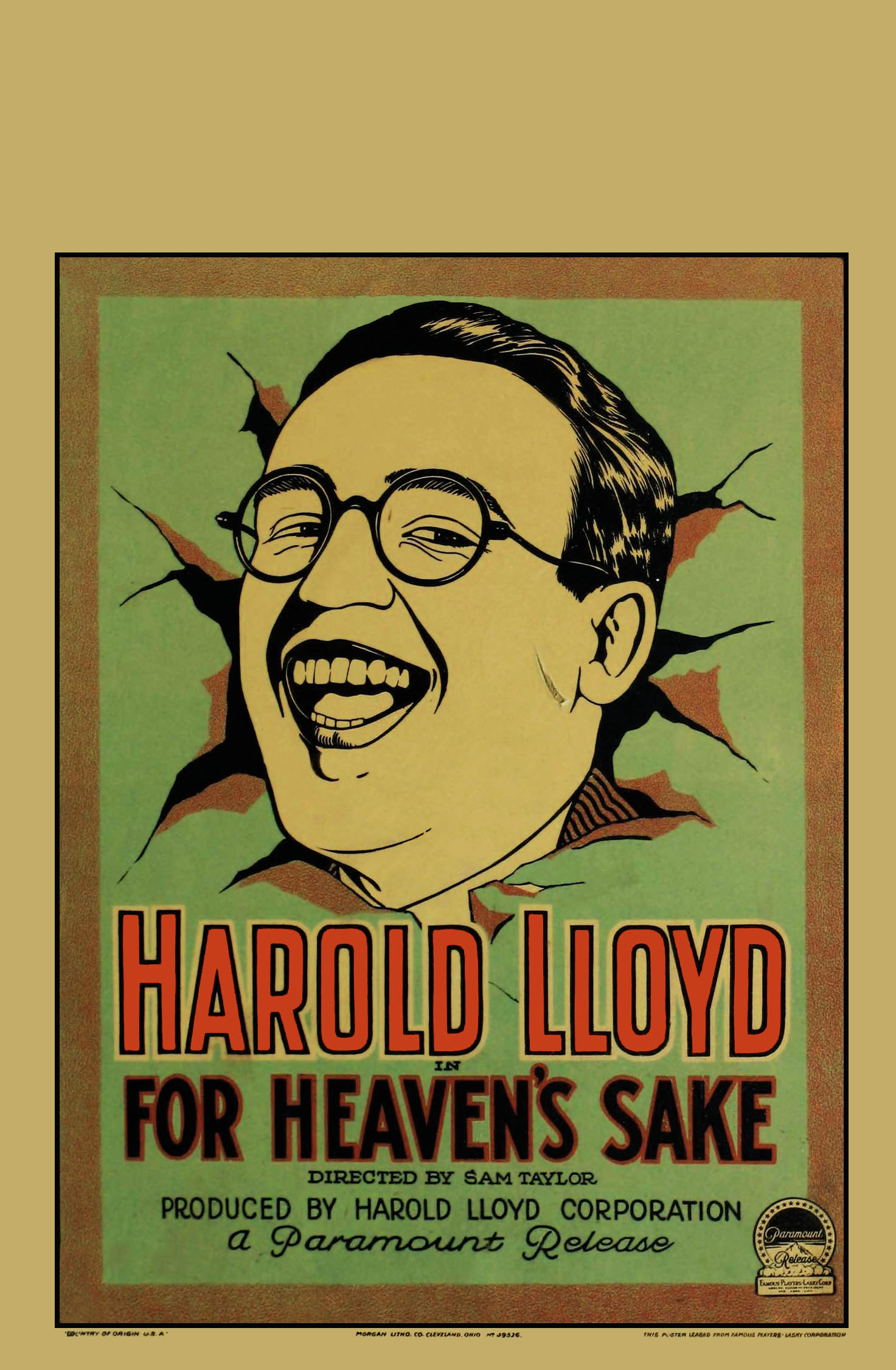

Um Himmels willen (Alternativtitel: Um Himmels willen, Harold Lloyd!, Originaltitel: For Heaven’s Sake) ist eine US-amerikanische romantische Komödie des Regisseurs Sam Taylor. Der Film kam am 4. April 1926 in den Vereinigten Staaten in die Lichtspielhäuser.

## Handlung
Der verschwendungssüchtige Millionär J. Harold Manners gerät eines Tages durch Zufall in ein ärmeres Viertel seiner Heimatstadt. Prompt zerstört er durch eine Tollpatschigkeit den Essenswagen des Philanthropen Bruder Paul, der sich um die Armen kümmert. Durch ein Missverständnis zahlt Harold dem Philanthropen beiläufig die damals hohe Summe von 1.000 Dollar für den zerstörten Wagen. 
Bruder Paul kann von dem Geld ein Obdachlosenasyl eröffnen, welches den Namen seines Spenders Manners trägt. Als Manners durch die Zeitung davon erfährt, begibt er sich zum Obdachlosenasyl, um Bruder Paul mitzuteilen, dass er mit der Verwendung seines Namens nicht einverstanden ist. Im Asyl trifft er auf die dort arbeitende hübsche Hope, die Tochter von Bruder Paul, in die er sich verliebt. Daraufhin lässt er seine ursprüngliche Empörung über die Namensgebung fallen.
Um Hope zu gefallen, engagiert Manners sich nun für das Obdachlosenasyl und gerät dabei von einem Problem ins nächste. Durch seine Cleverness kann Manners dem Obdachlosenasyl letztlich helfen und verschafft sich dabei auch den Respekt der Raufbolde aus den Kneipen des Armenviertels. Harold und die Tochter Hope wollen schließlich heiraten. Doch Harolds wohlhabende Freunde, die die Heirat mit der viel ärmeren Hope für einen Fehler halten, entführen den Millionär. Erst nach langen Verwicklungen kann er letztlich vor den Traualtar mit Hope treten.

## Hintergrund
Laut Branchenblatt Variety war For Heaven’s Sake der zwölft-erfolgreichste Stummfilm.
Jobyna Ralson und Harold Lloyd bildeten in weiteren sieben Filmen ein Leinwandpaar.

## Kritiken
For Heaven's Sake eröffnete 1926 zu guten Kritiken in den amerikanischen Kinos. Das Lexikon des internationalen Films beurteilt den Film aus der heutigen Perspektive ebenfalls positiv: „Als Kompendium vieler der besten Sequenzen in Lloyds Gesamtwerk womöglich die bestgeeignete Einführung in das Schaffen dieses herausragenden Komikers.“